# Quarta Divisione
La Quarta Divisione fu il livello regionale inferiore del campionato italiano di calcio, il più basso in assoluto. Fu istituita nel 1922 in seguito a un'importante riforma dei campionati: il Compromesso Colombo.

## Struttura
Era strutturata in tornei locali amministrati dai Comitati Regionali. Le migliori squadre di ogni campionato regionale, al termine del girone di finale, venivano poi promosse in Terza Divisione.
Dal 1922 al 1926 la Quarta Divisione fu complessivamente il quarto campionato per importanza, poi la Carta di Viareggio decise di abolirla, dando però tempo alla Lombardia e all’Emilia di smaltirla visto l’alto numero di club iscritti. Nel 1928 venne definitivamente chiusa aggregandone i resti alla Terza Divisione.
I gironi venivano stabiliti a seconda della distribuzione geografica delle società iscritte.

## Storia minima
Fu istituito per succedere alla soppressa Terza Categoria ed inserire in una categoria inferiore le squadre nuove affiliate a partire dalla stagione 1922-1923 e tutte quelle società che, a richiesta, avessero preferito rinunciare alla Terza Divisione a causa degli elevati costi di gestione che il calcio regionale aveva a quell'epoca. La divisione non richiedeva titolo di merito, essendo solo un torneo divulgativo: come nella previgente ordinamento infatti, i club che si sentivano organizzativamente più solidi potevano infatti domandare direttamente l’iscrizione alla sovrastante Terza Divisione senza riguardo ai loro risultati di classifica. Non esisteva quindi reciprocità tra le due divisioni regionali: le squadre di Terza non retrocedevano in Quarta Divisione. Eppure nelle stagioni 1922-1923 e 1923-1924 queste continuarono ad aumentare considerevolmente costringendo la FIGC a nominare più commissioni di studio per poter rendere omogenea la situazione fino a quando, all'inizio della stagione 1925-1926, si istituì la Lega delle Società Minori che avrebbe stabilito le retrocessioni dalla Terza Divisione in misura proporzionale al numero delle squadre partecipanti alla Terza ed alla Quarta Divisione che variava da regione a regione.
Quando la Federazione si accorse che molte società preferivano disputare dei tornei invece di iscriversi alla Quarta Divisione, a causa della pessima qualità dei campi che comunque rientravano nelle misure minime richieste per l'omologazione (90 m × 45 m), decise di proporre la cancellazione della categoria che fu attuata soltanto dai tre saggi che compilarono la Carta di Viareggio.
Con questo documento si stabilì il passaggio di tutte le squadre alla Terza Divisione, salvo nelle regioni in cui questo non fu possibile per ovvi motivi di adeguamento delle strutture e dall'anzianità delle squadre iscritte, non potendo essere ripescate squadre con un solo anno di vita. Due regioni, la Lombardia e l'Emilia-Romagna, furono costrette a usufruire del termine massimo (la fine del campionato 1927-1928) consentito.
Il passaggio alla categoria superiore implicava comunque il pagamento delle tasse di iscrizione alla Terza Divisione e molte società preferirono rinunciare all'attività ufficiale a carattere regionale e continuare l'attività giovanile con l'U.L.I.C. a livello locale usufruendo dei più che dimezzati costi di gestione.